# Stachytarpheta frantzii
Stachytarpheta frantzii là một loài thực vật có hoa trong họ Cỏ roi ngựa. Loài này được Pol. miêu tả khoa học đầu tiên năm 1878.